# Pink Panther 2
Pink Panther 2 je filmska komedija iz 2009. godine, nastavak prvog dijela filma Pink Panther. Glavnu ulogu ima Steve Martin, koji glumi šašavog detektiva Jacquesa Clousea koji je ponovno u akciji.

## Radnja
Inspektor Jacques Clouseau je legendarni francuski detektiv kojemu niti jedan slučaj nije pretežak. Ubojstva, otmice i raznorazne ucjene za njega ne predstavljaju veliki izazov, ali, ipak, njegov „talenat” najviše dolazi do izražaja kada se radi o krađi skupocjenih umjetnina. Prema tome, uopće ne čudi što je naš Clouseau prije šest mjeseci, bez ičije pomoći pronašao neprocjenjivi dijamant - Pink Panther - i time riješio slučaj. Sasvim je nebitna činjenica što je pritom napravio veliku štetu u vrijednosti od nekoliko milijuna dolara, no možda upravo ovdje leži odgovor na pitanje zašto od toga radi kao prometni policajac. Na tu poziciju smjestio ga je njegov nadređeni, šef policije Dreyfus, kojeg glumi John Cleese koji ne podnosi Clouseaua i želi ga što dalje od sebe. Svima je jasno i to kristalno da se ovdje radi o čistom traćenju vrhunskog policijskog talenta, ali to neće potrajati. Velika blaga i umjetnine počela su nestajati diljem svijeta. Uskoro se saznalo da je za to odgovoran lukavi pljačkaš Tornado te se u cilju njegovog uhićenja formira tim detektiva iz cijeloga svijeta. Radi se o najboljima od najboljih, ali ipak im nedostaje jedna ključna karika - Clouseau. Clouseau se pridružio detektivima, a za to vrijeme Tornado je ukrao Pink Panther.                                                           
- Režiser - Harald Zwart
- Glazba - Christophe Beck, Henry Mancini
- Montažer - Julia Wong
- Scenografija - Rusty Smith
- Produkcija - Robert Simonds

## Uloge
- Steve Martin kao Jacques Clouseau,
- Jean Reno kao Ponton,
- Alfred Molina kao Pepperidge,
- Emily Mortimer kao Nicole,
- Aishwarya Rai Bachchan kao Sonia,
- Andy García kao Vicenzo,
- John Cleese kao Glavni inspektor Dreyfus